# National Museum of Pakistan

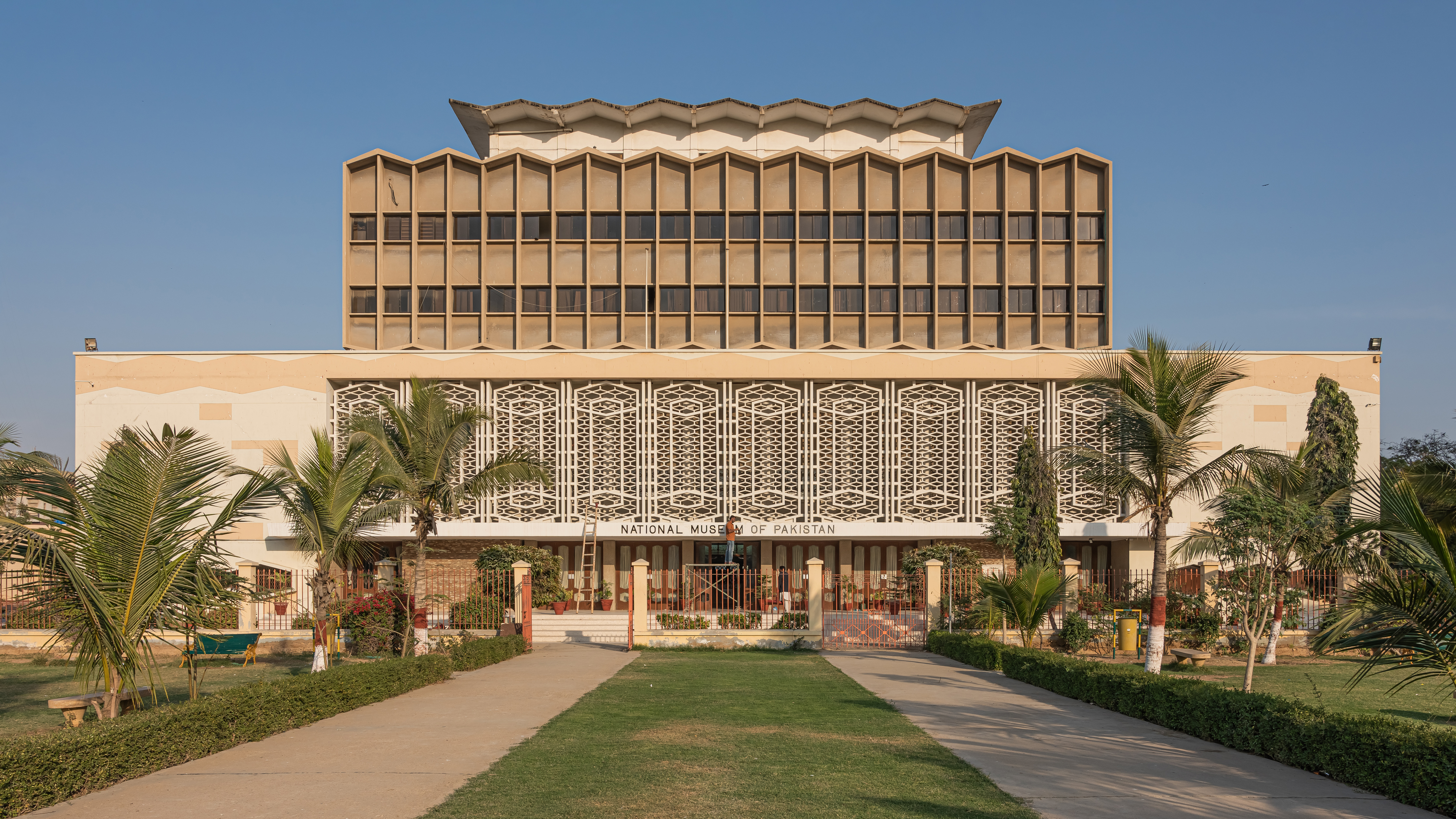
Das Hauptgebäude des Nationalmuseums

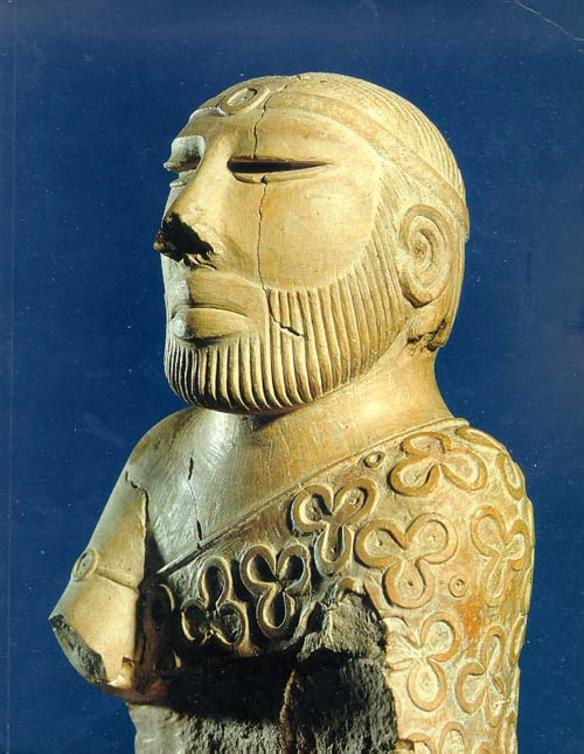
„Der Priesterkönig, eine Sindh Ajruk tragend“, rund 2500 v. Chr.

Das National Museum of Pakistan (Urdu قومی عجائب گھر پاکِستان) ist ein pakistanisches Museum in Karatschi.
Das Museum widmet sich der Archäologie, Anthropologie, islamischen Kunst und Geschichte Pakistans. Das Museum wurde am 17. April 1950 in der Frere Hall gegründet und ersetzte das ehemalige Victoria Museum. Frere Hall selbst war 1865 in Erinnerung an Sir Bartle Frere, den britischen Vertreter von Sindh im 19. Jahrhundert, errichtet worden. Das Museum befindet sich an der Dr. Ziauddin Ahmed Road in Karatschi.

## Galerien
Während 1970 erst vier Galerien bestanden, sind mittlerweile elf Galerien im Museum vorhanden. Unter anderem widmet sich eine Galerie der Ausstellung von Koranwerken. Über 300 Kopien des Koran sind vorhanden, von denen 52 sehr seltene Manuskripte sind. Des Weiteren enthält das Museum bedeutende Sammlungen zur pakistanischen Geschichte. Einige Galerien beschäftigen sich mit Artefakten der Indus-Kultur und der Gandhara-Zivilisation. Islamische Kunstgegenstände und Gemälde, antike Münzen und Manuskripte werden ebenso gezeigt.